# Sankt Goar
Sankt Goar är en stad i Rhein-Hunsrück-Kreis i det tyska förbundslandet Rheinland-Pfalz. Sankt Goar, som består av stadsdelarna Kernstadt Sankt Goar, Biebernheim, Werlau, Fellen och An der Loreley, har cirka 3 000 invånare.
Kommunen ingår i kommunalförbundet Verbandsgemeinde Hunsrück-Mittelrhein tillsammans med ytterligare 32 kommuner.

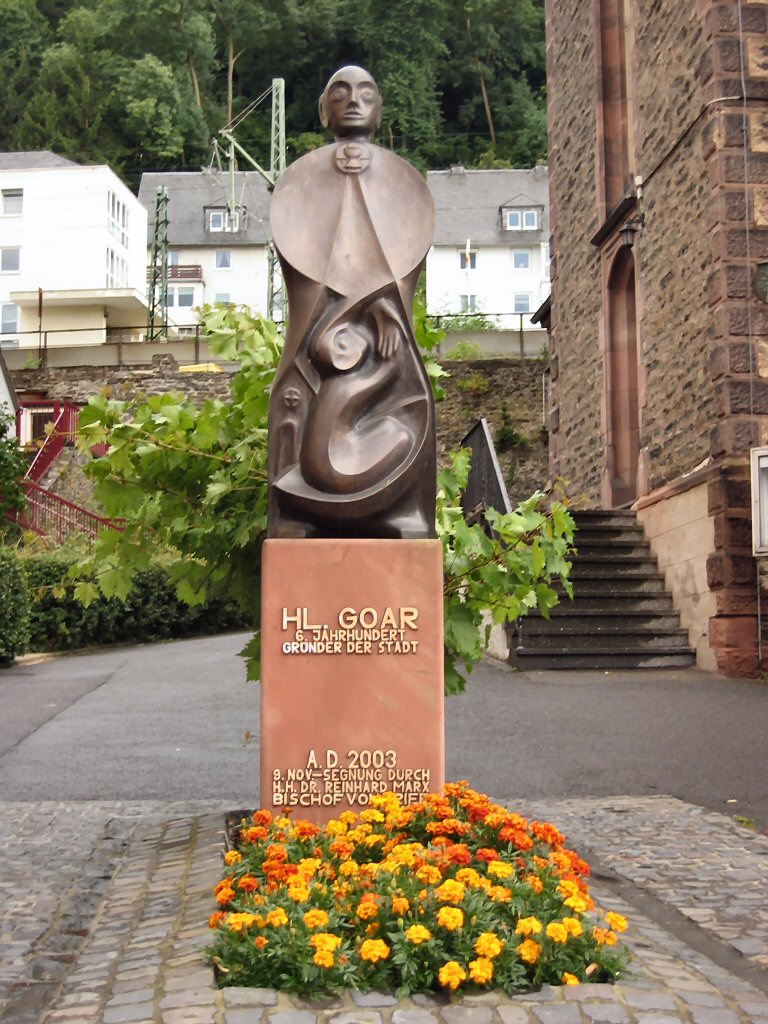
Monument över Sankt Goar
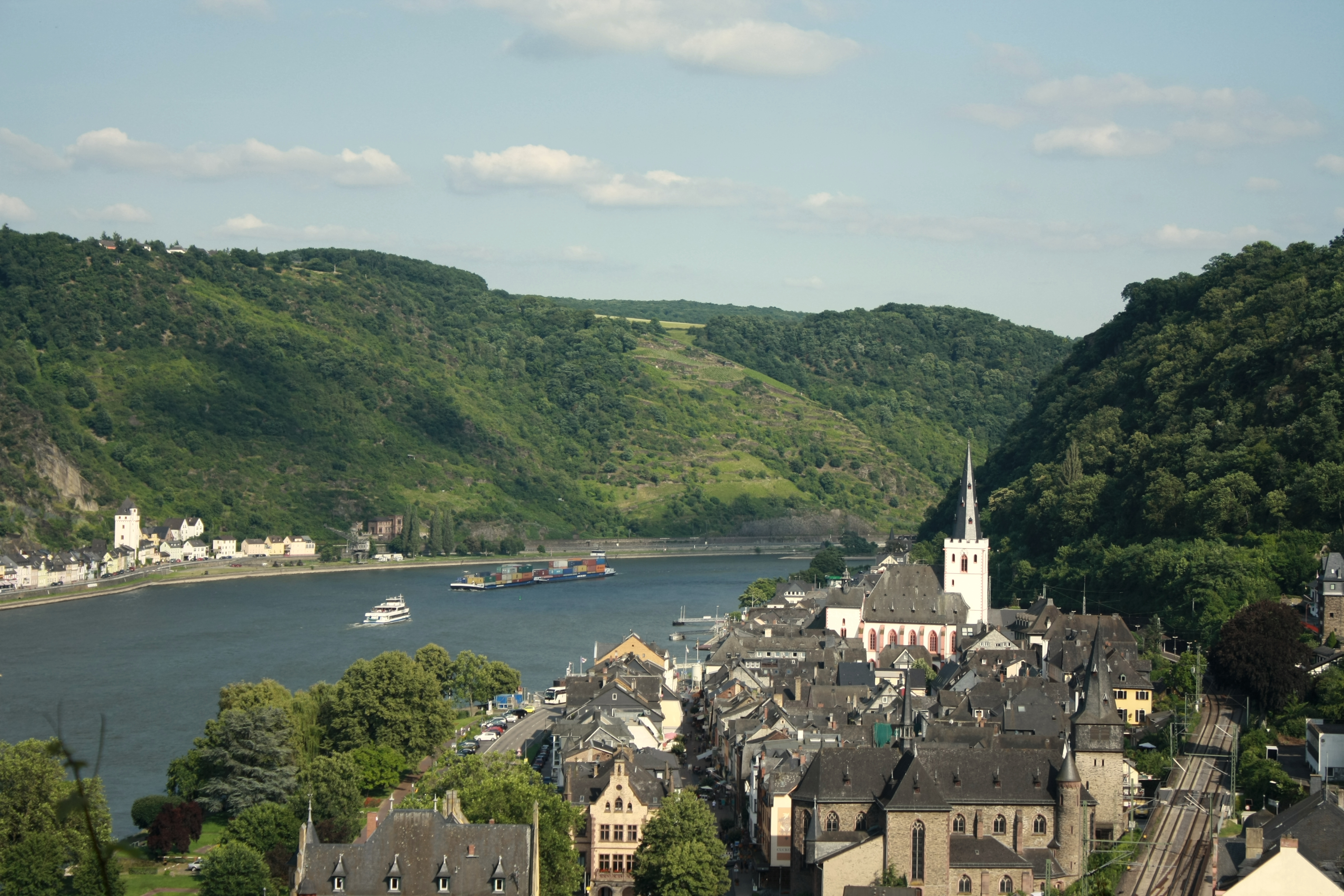
Vy över Sankt Goar